# Nya skolans ledare
Nya skolans ledare är Stors första skiva som släpptes den 6 maj 2009 på Universal Records. Skivan gästades och producerades av bland annat Petter, Jacco, The Salazar Brothers och Mack Beats. Han spelade in skivan mellan 2007 och 2008. Stor vann på P3 guld-galan för årets Hiphop/soul.

## Låtlista
1. "Minut för minut" - 3:07
2. "Allt vi gjort" (feat. (Dan Jah) - 3:48
3. "Terminal 5" (feat. Fille) - 3:50
4. "Gata upp gata ner" (feat. Sepideh Vaziri) - 3:43
5. "Den här" (feat. Petter) - 3:44
6. "Psykos" - 3:51
7. "Lilla Shorty" - 4:23
8. "Baby Problem" (feat. Jacco) - 4:00
9. "Sätt dig ner" (feat. Promoe) - 3:17
10. "Stocholmsnatt" (feat. Adam Tensta) & (Dan Jah) - 3:58
11. "Min freestyle" - 3:43
12. "Samma knas varje dag" (feat. Kartellen), Aki), Fittja Chrille) & Mohammed Ali) - 4:27
13. "Du vet var jag står" (feat. Sepideh Vaziri) - 4:08
14. "Gör din grej" (feat. Belinda Nyadwe) - 3:46
15. "Göteborgsnatt"(feat. Dan Jah), Xo), J-son) & Glacius - 4:41
16. "Där ni ser mig (kör svartskalle)" - 3:42